# Scolca
Pour les articles homonymes, voir Scolca (homonymie).
Scolca est une commune française située dans la circonscription départementale de la Haute-Corse et le territoire de la collectivité de Corse. Le village appartient à la piève de Costiera.

## Géographie

### Localisation
Située à 600 mètres d’altitude, la commune fait partie du canton de l'Alto-di-Casacconi et appartient à l'ancienne piève de Costiera. Sa superficie est de 680 hectares.
Scolca est située sur la rive gauche du Golo, sur le versant méridional du massif de Stella, le versant nord donnant sur Rutali et Murato. Son plus haut sommet est Cima a U Spazzolu (1 234 m). Face aux monts Sant'Anghjulu et San Pedrone, le village exposé plein sud, à sulana, bénéficie d’un ensoleillement maximum. Le hameau supérieur est soumis à un ensoleillement de moyenne montagne, tandis que le hameau d’Erbaghju jouit d’un climat plus doux.

### Habitat

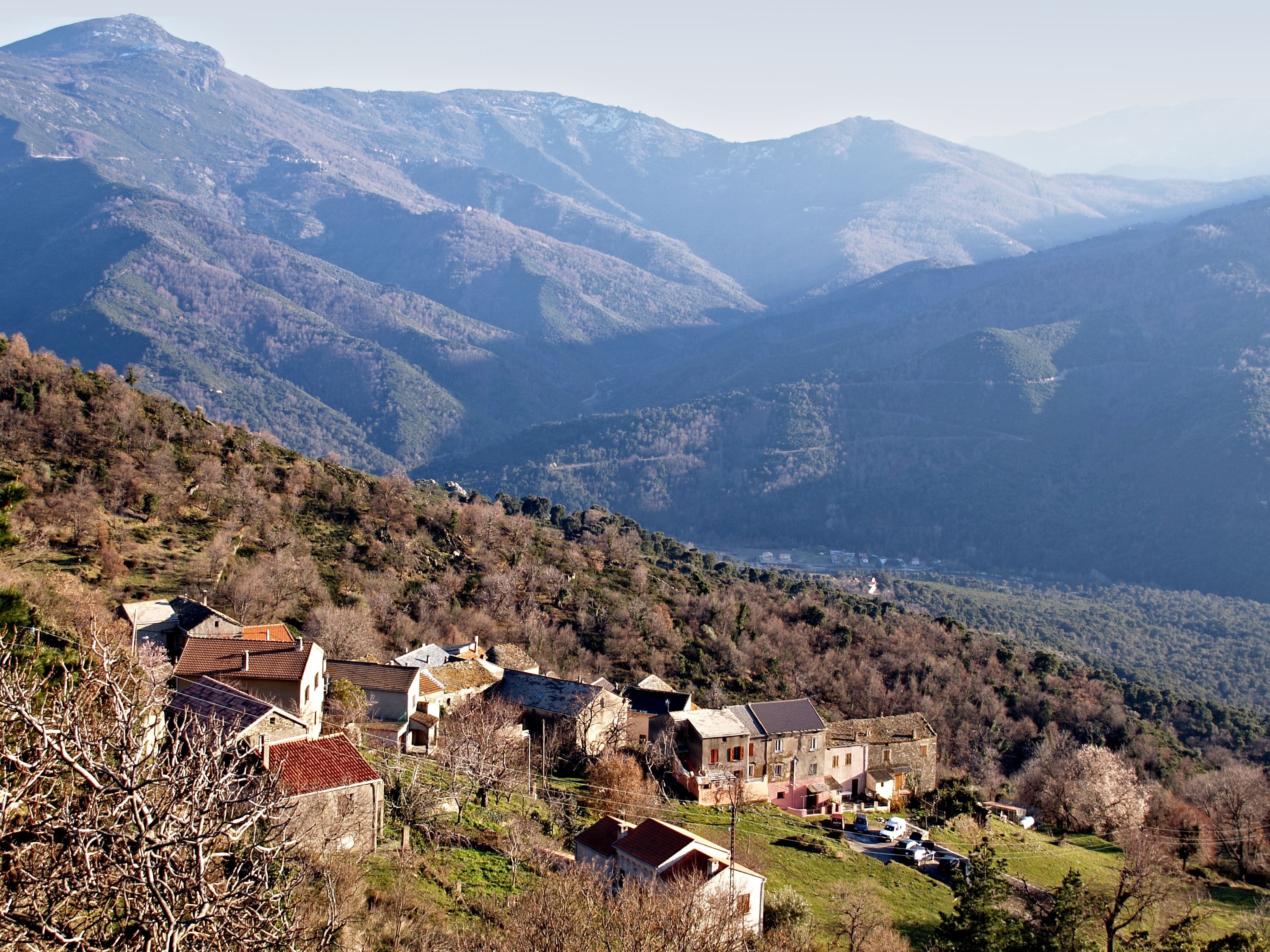
Vallée du Golo et hameau d'Erbaggio.

Scolca est un petit village de caractère, aux hautes maisons anciennes de schiste aux toits en lauze. Il y a peu de constructions récentes. Des anciennes maisons ont été rénovées en conservant les pierres apparentes de leurs murs.
La population est regroupée essentiellement entre le village de Scolca et son hameau d'Erbaggio.

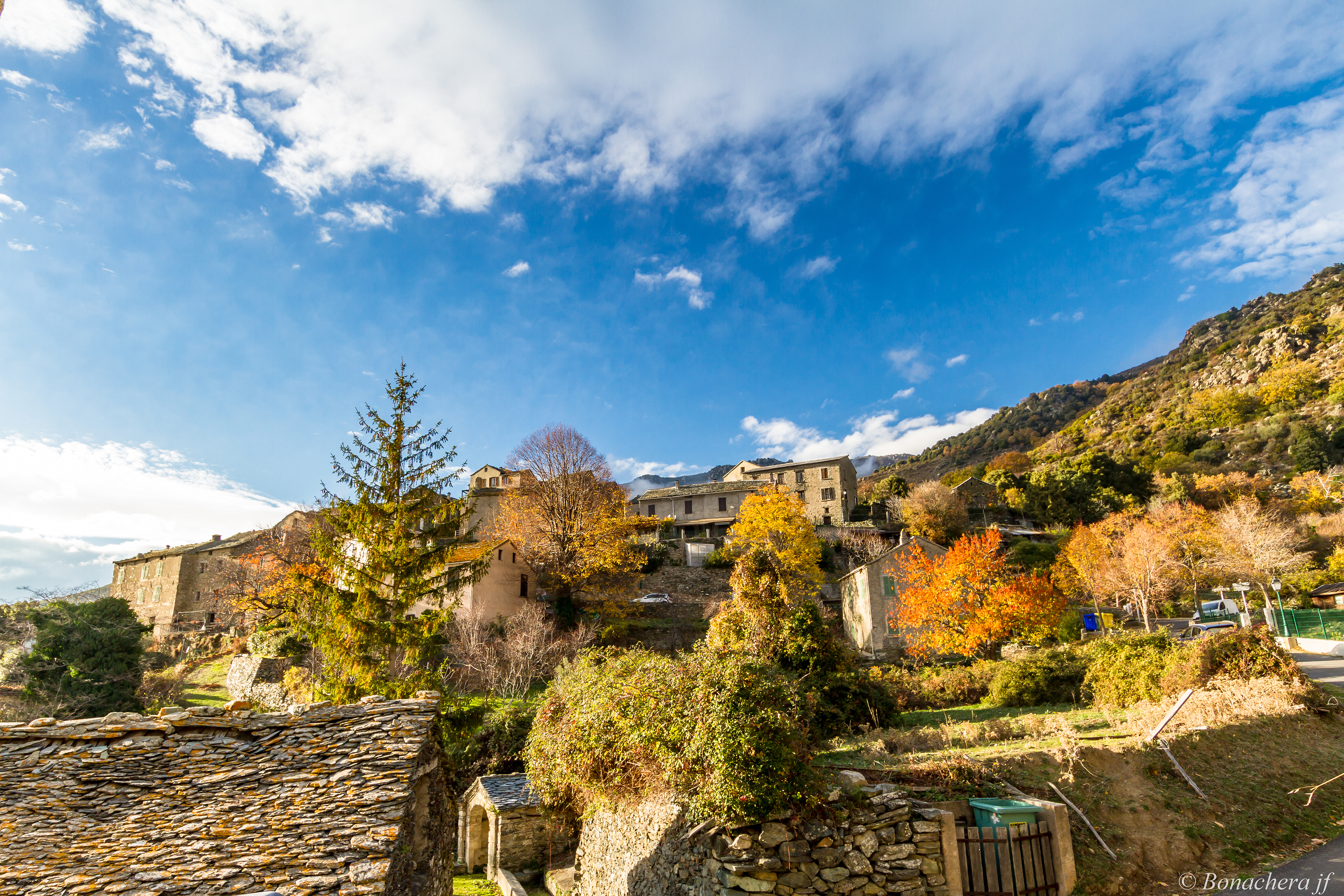
Scolca le haut du village.

### Voies de communication et transports

#### Accès routiers
On accède au village de Scolca par :
- la D 7 qui relie Borgo-Revinco à Bigorno en passant par les villages de Borgo et Vignale : 19 km ou en passant par Volpajola, Campitello à Bigorno : 9,5 km ;
- la D 15 depuis Barchetta (Volpajola) sur la RN 193 en passant par le village de Volpajola : 6,6 km.

Le village est distant, par route, de :
- 2 km de Volpajola,
- 7 km de Barchetta,
- 10 km de Borgo,
- 16 km de Campile,
- 20 km de Vescovato,
- 24 km de Murato,
- 26 km de Ponte-Leccia,
- 29 km de la Porta,
- 30 km de Bastia,
- 31 km de Morosaglia,
- 36 km de Moltifao,
- 41 km de Saint-Florent,
- 44 km de Cervione,
- 46 km de Corte,
- 65 km de l'Île-Rousse,
- 70 km de Rogliano,
- 72 km d'Aléria,
- 89 km de Calvi,
- 108 km de Vico,
- 126 km d'Ajaccio,
- 137 km de Porto-Vecchio,
- 164 km de Bonifacio,
- 172 km de Sartène,
- 175 km de Propriano.

#### Transports
La gare des Chemins de fer de Corse la plus proche est située à Barchetta.

### Communes limitrophes

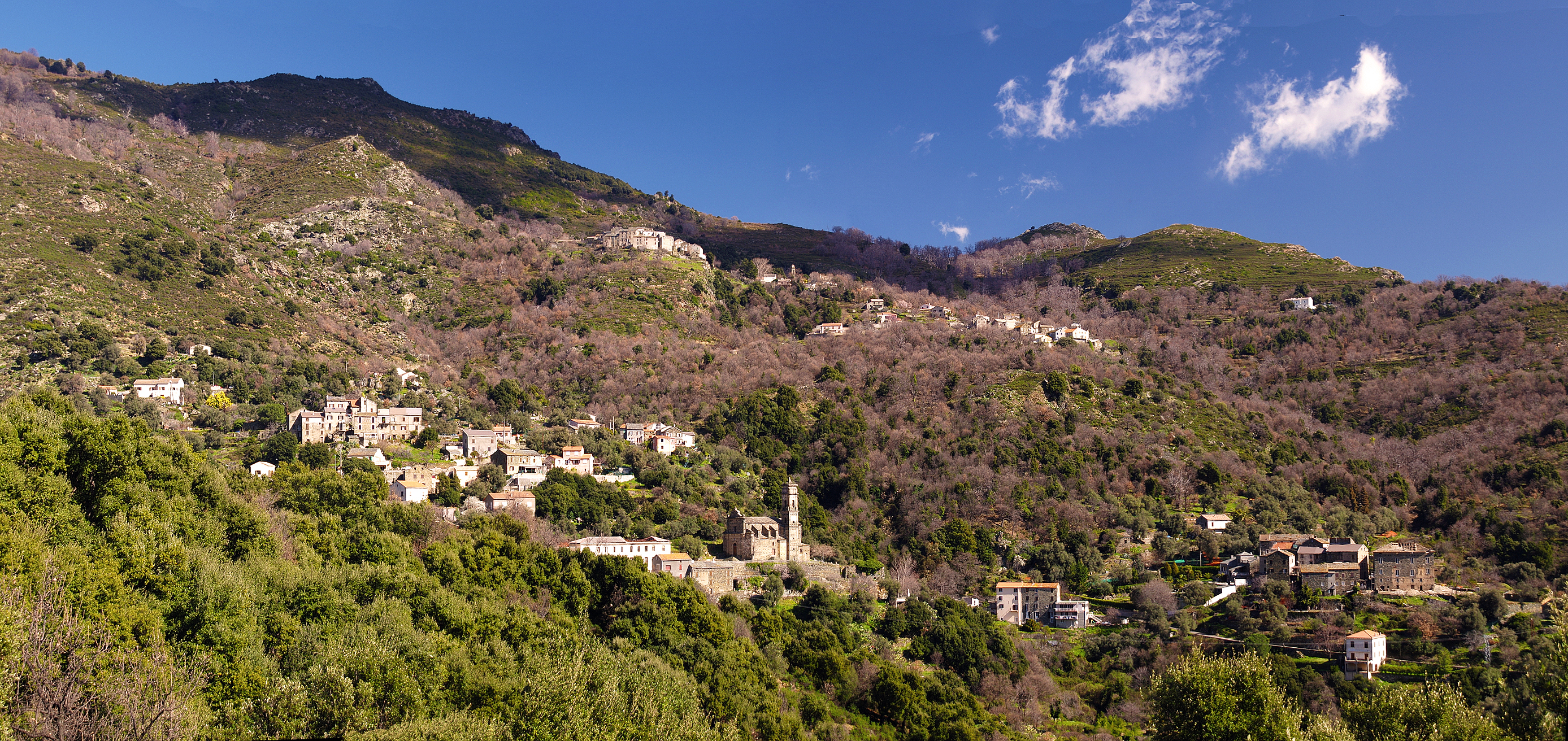
Volpajola et Scolca (au-dessus).

## Urbanisme

### Typologie
Au 1er janvier 2024, Scolca est catégorisée commune rurale à habitat dispersé, selon la nouvelle grille communale de densité à sept niveaux définie par l'Insee en 2022.
Elle est située hors unité urbaine. Par ailleurs la commune fait partie de l'aire d'attraction de Bastia, dont elle est une commune de la couronne,. Cette aire, qui regroupe 93 communes, est catégorisée dans les aires de 50 000 à moins de 200 000 habitants,.

### Occupation des sols
L'occupation des sols de la commune, telle qu'elle ressort de la base de données européenne d’occupation biophysique des sols Corine Land Cover (CLC), est marquée par l'importance des forêts et milieux semi-naturels (96,1 % en 2018), une proportion identique à celle de 1990 (96 %). La répartition détaillée en 2018 est la suivante : 
forêts (44,4 %), milieux à végétation arbustive et/ou herbacée (42,6 %), espaces ouverts, sans ou avec peu de végétation (9,1 %), zones agricoles hétérogènes (3,9 %). L'évolution de l’occupation des sols de la commune et de ses infrastructures peut être observée sur les différentes représentations cartographiques du territoire : la carte de Cassini (XVIIIe siècle), la carte d'état-major (1820-1866) et les cartes ou photos aériennes de l'IGN pour la période actuelle (1950 à aujourd'hui).

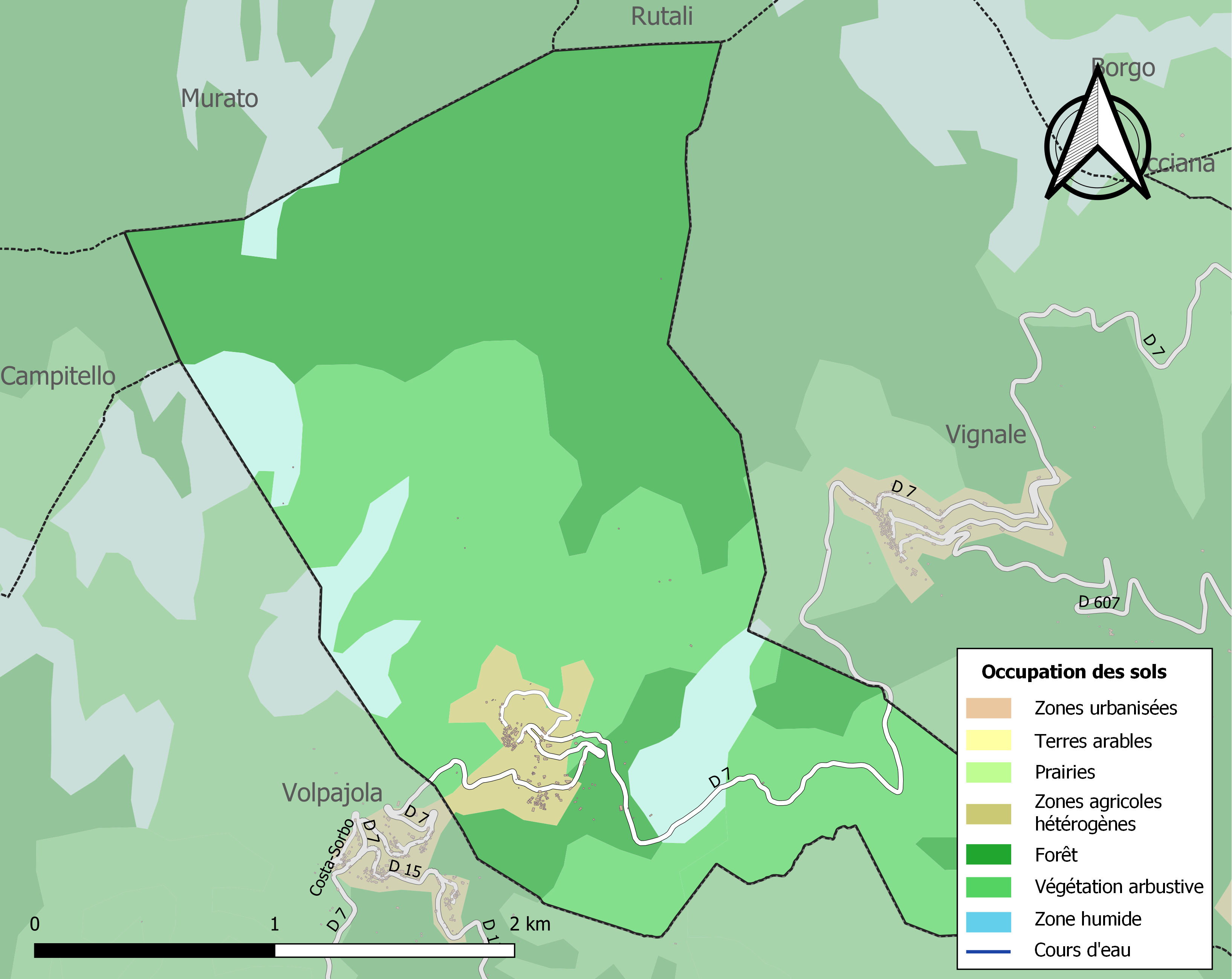
Carte des infrastructures et de l'occupation des sols de la commune en 2018 (CLC).

## Toponymie
Le nom corse de la commune est a Scolca /a ˈskolka/ (de l'italien scolca, sentinelle, garde). Ses habitants sont les Sculcaracci.

## Histoire
Durant les deux guerres 1914-1918 et 1939-19, 26 enfants natifs du village sont décédés au combat.
En face de l'église paroissiale, un obélisque surmonte la sépulture des trois résistants du village fusillés par les occupants allemands en 1943.
L'officer Antoine Mattei, légende du 3e régiment étranger d'infanterie  pour ses actions lors de la bataille de la Route Coloniale 4 (guerre d'Indochine) est natif de Scolca.

## Politique et administration
| Période                                  | Période  | Identité         | Étiquette | Qualité     |
| ---------------------------------------- | -------- | ---------------- | --------- | ----------- |
| 1944                                     |          | Alexis Mattei    |           |             |
| 1947                                     |          | Antoine Perfetti |           |             |
| 1965                                     | 1983     | Gabriel Graziani |           |             |
| 1983                                     | 1995     | Guy Dongradi     |           |             |
| 1995                                     | 2001     | François Felici  |           |             |
| mars 2001                                | En cours | Cécile Culioli   | DVD       | Professeure |
| Les données manquantes sont à compléter. |          |                  |           |             |

## Démographie
L'évolution du nombre d'habitants est connue à travers les recensements de la population effectués dans la commune depuis 1800. Pour les communes de moins de 10 000 habitants, une enquête de recensement portant sur toute la population est réalisée tous les cinq ans, les populations de référence des années intermédiaires étant quant à elles estimées par interpolation ou extrapolation. Pour la commune, le premier recensement exhaustif entrant dans le cadre du nouveau dispositif a été réalisé en 2004.

En 2022, la commune comptait 84 habitants, en évolution de −20 % par rapport à 2016 (Haute-Corse : +5,15 %, France hors Mayotte : +2,11 %).
| 1800 | 1806 | 1821 | 1831 | 1836 | 1841 | 1846 | 1851 | 1856 |
| ---- | ---- | ---- | ---- | ---- | ---- | ---- | ---- | ---- |
| 319  | 330  | 349  | 394  | 418  | 415  | 431  | 429  | 427  |

| 1861 | 1866 | 1872 | 1876 | 1881 | 1886 | 1891 | 1896 | 1901 |
| ---- | ---- | ---- | ---- | ---- | ---- | ---- | ---- | ---- |
| 428  | 422  | 415  | 405  | 371  | 383  | 385  | 422  | 508  |

| 1906 | 1911 | 1921 | 1926 | 1931 | 1936 | 1946 | 1954 | 1962 |
| ---- | ---- | ---- | ---- | ---- | ---- | ---- | ---- | ---- |
| 512  | 406  | 349  | 356  | 376  | 231  | 157  | 127  | 93   |

| 1968 | 1975 | 1982 | 1990 | 1999 | 2004 | 2006 | 2009 | 2014 |
| ---- | ---- | ---- | ---- | ---- | ---- | ---- | ---- | ---- |
| 77   | 68   | 56   | 35   | 62   | 95   | 102  | 99   | 104  |

| 2019 | 2022 | - | - | - | - | - | - | - |
| ---- | ---- | - | - | - | - | - | - | - |
| 93   | 84   | - | - | - | - | - | - | - |

Sa population actuelle est de 112 habitants, mais on constate depuis 1999 une progression de 53,20 % avec notamment 16 ménages supplémentaires. Ce renouveau démographique est en grande partie lié à la position stratégique de la commune, placée non loin de la plaine de la Marana de Bastia. Cette situation permet aux Scolcais de faire la navette entre leur lieu de travail et leur résidence villageoise.

## Lieux et monuments

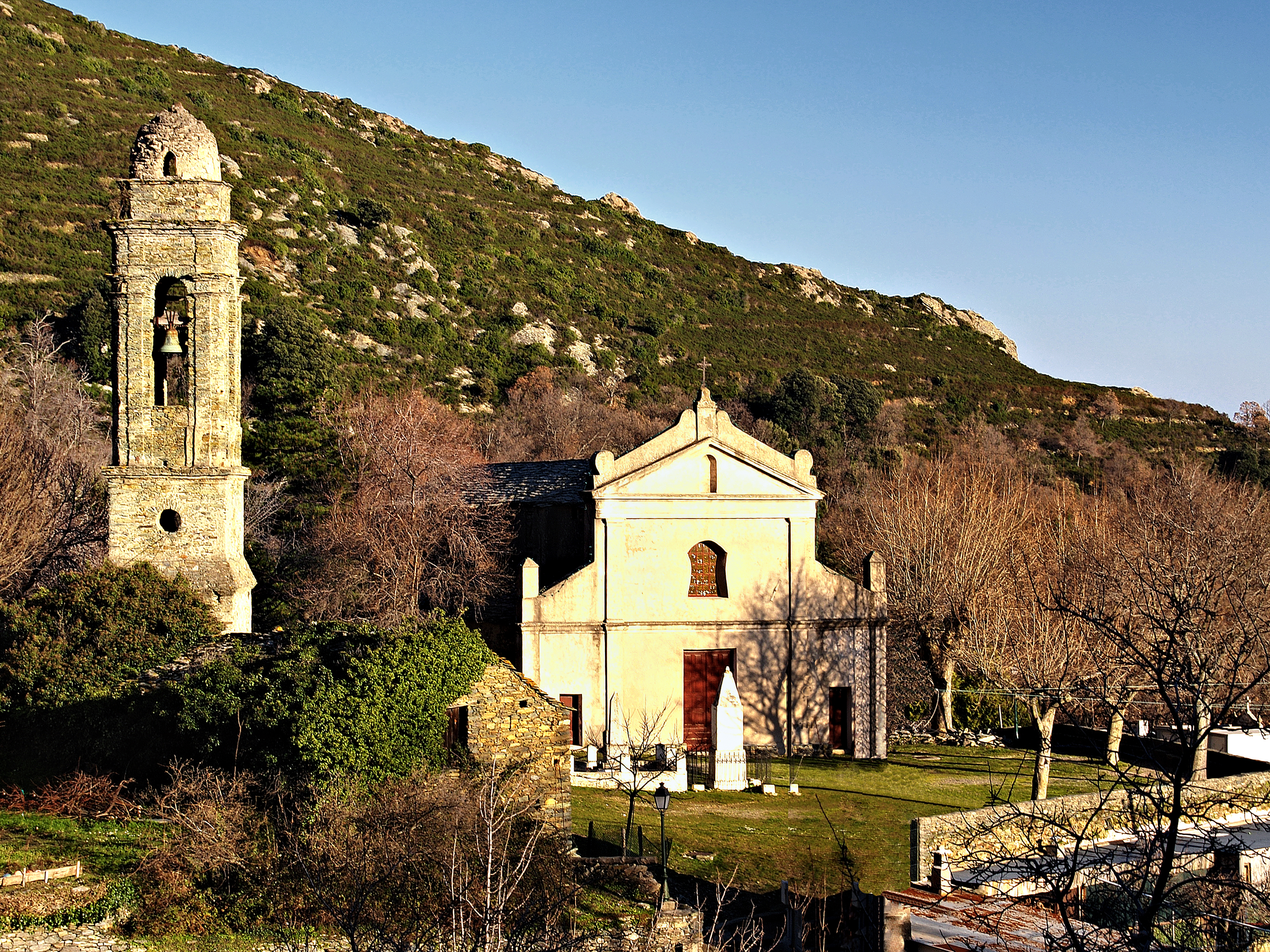
Église paroissiale San Mamilianu.

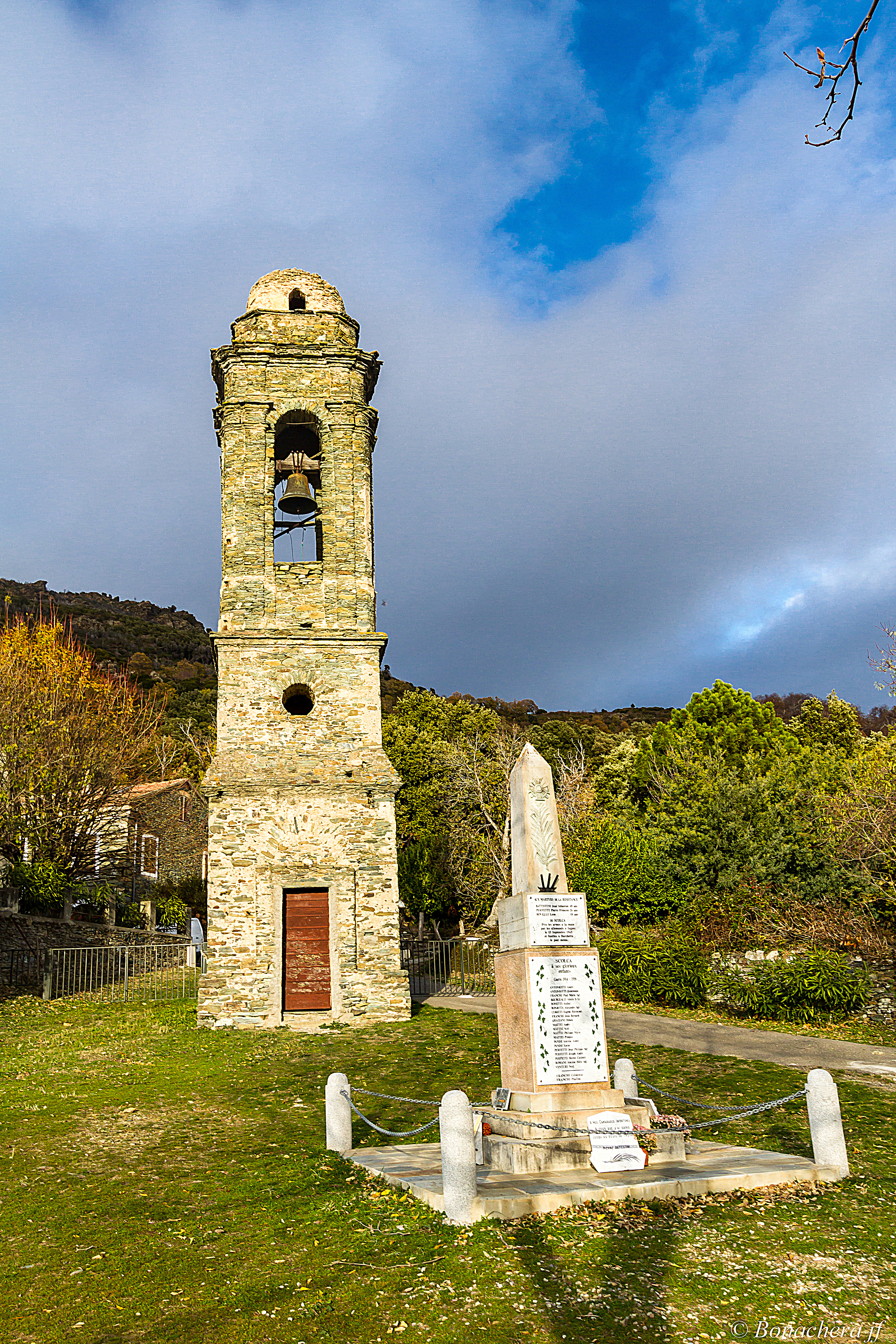
Scolca: le clocher de l'église San Mamilianu.

- L'église paroissiale Saint Mamilien San Mamilianu est de style baroque. Édifiée au XVIe siècle,  elle a été décorée sur plusieurs siècles. Elle a été restaurée entre 1999 et 2005, les peintures ayant été refaites à l’identique grâce à l’utilisation de chaux et de pigments naturels.

Son clocher est bâti à une dizaine de mètres de l'église en raison de contraintes dues à l'instabilité du terrain qui est constitué originellement de remblais.
- La chapelle Saint-Simon "San Simone", dont ne subsiste que les ruines au nord sur les hauteurs du village est du XIIe siècle.
- La chapelle Saint-Sébastien "San Bastianu", au centre du village, du XVIIe siècle.
- La chapelle Saint-Roch "San Roccu", située au centre du hameau d'Erbaggio, du XVIe siècle.
- Plusieurs fontaines, dont deux pourvues de lavoirs.
- Les deux monuments aux morts : l'initial, à la mémoire des morts des deux guerres 1914-1918 et 1939-1945 qui évoque vingt-six noms, l'autre, en forme d'obélisque surmonte la sépulture des trois résistants capturés au village le 15 septembre 1943 et fusillés à Barchetta par les occupants allemands. Le 15 septembre 2013, jour du 70e anniversaire de l'exécution des trois résistants, un nouveau monument aux morts fut inauguré en présence des autorités civiles, militaires et religieuses, à l'issue de la messe de la fête patronale de San Mamilianu, saint patron du village.

## Fêtes et Loisirs
- La Saint-Mamilien (San Mamilianu) est fêtée chaque année le 15 septembre. C'est la fête patronale du village. Après la messe a lieu la procession et la bénédiction du monument des Résistants dont c'est le jour anniversaire du martyre.
- La Saint-Roch ("San Roccu"), protecteur du hameau d'Erbaghju où se trouve sa chapelle, le 16 août. La messe est célébrée en plein air sur la place devant la chapelle et est suivie de la procession et du verre de l'amitié.

## Personnalités liées à la commune
- Petr'Anto Scolca, écrivain nouvelliste, auteur du roman  Mont Coke paru en 2003.
- Antoine Mattei, lieutenant-colonel de la Légion étrangère, 23 mars 1917 - 31 mai 1981.